# Steel (1979)
Steel é um filme de drama estrelado e produzido por Lee Majors. Integram o elenco a brasileira Jennifer O'Neill, Art Carney, e George Kennedy.

## Filmagens
O filme tornou-se mais conhecido pelo acidente fatal que vitimara o dublê A. J. Bakunas que tentou, no dia 21 de setembro de 1978, bater o recorde mundial de queda livre durante as filmagens, mergulhando sob as câmeras até um airbag que projetara, mas a queda provocou-lhe um choque e sua morte no dia seguinte, no Good Samaritan Hospital.
A obra registra muitos lugares da paisagem urbana de Lexington, sendo um importante registro de vistas aéreas da cidade na década de 1970, bem como do interior de locais históricos já esquecidos.

## Enredo
Um ex-capataz da construção civil é chamado de volta ao trabalho a fim de concluir um importante projeto.

## Elenco
- Lee Majors - Mike Catton
- Jennifer O'Neill - Cass Cassidy
- Art Carney - Pignose Moran
- Harris Yulin - Eddie Cassidy
- George Kennedy - Big Lew Cassidy
- R. G. Armstrong - Kellin
- Redmond Gleeson - Harry
- Terry Kiser - Valentino
- Richard Lynch - Dançarino
- Ben Marley - Criança
- Roger E. Mosley - Lionel
- Albert Salmi - Tank
- Robert Tessier - Cherokee
- Hunter von Leer - Surfista